# Dinophilidae
Dinophilidae zijn een familie van borstelwormen (Polychaeta).

## Geslachten
- Apharyngtus Westheide, 1971
- Dinophilus Schmidt, 1848
- Trilobodrilus Remane, 1925